# Dietrich Müller-Stüler
Dietrich Rohlfs Hermann Müller-Stüler (* 26. September 1908 in Berlin; † 28. Dezember 1984 in Burghausen) war ein deutscher Architekt.

## Leben
Der Urenkel von Friedrich August Stüler studierte zunächst Geschichte und Kunstgeschichte an der Philipps-Universität Marburg, dann Architektur an der Technischen Universität in Berlin, wo er 1933 das Examen als Diplom-Ingenieur ablegte. Dem Referendariat folgte 1936 die Ernennung zum Regierungsbaumeister. Verwendung im Staatsdienst fand er in Berlin und Brandenburg. Nach Zerstörung des Elternhauses im Zweiten Weltkrieg übersiedelte Müller-Stüler nach Ostfriesland, von wo die Familie seiner Mutter stammte. 1946 ließ er sich in Leer nieder und wurde Dozent an der Fachhochschule für das Bauhandwerk. 1947 wurde er zum Leiter des Staatshochbauamts ernannt. Als Oberregierungs- und Baurat wechselte er 1953 an das Regierungspräsidium in Aurich. Hier betreute unter anderem die Sanierung und Restaurierung mehrerer Sakralbauten, darunter der reformierten Kirche in Aurich. 1960 leitete er den Umbau der St.-Lamberti-Kirche in Aurich. Nach Umstrukturierung der Bezirksregierung war er zuletzt Baudirektor in Oldenburg (Oldb.). 1973 trat er in den Ruhestand.

## Schriften
- mit Eva Börsch-Supan: Friedrich August Stüler 1800–1865. Hrsg. vom Landesdenkmalamt Berlin. Berlin und München 1997, ISBN 3-422-06161-4.